# 奥州市立江刺ひがし小学校
奥州市立江刺ひがし小学校（おうしゅうしりつ えさしひがししょうがっこう）は、岩手県奥州市江刺にある公立小学校。

## 概要
- 2022年度を以って閉校した奥州市立玉里小学校の施設を改修した上で開校した[3]。
- 学校がある玉里地区以外から通う児童に対しては、スクールバスを運行している[4]。

## 沿革
- 2022年（令和4年）7月7日 - 校歌歌詞と校章が決定[5]。
- 2023年（令和5年）
  - 4月1日 - 奥州市立江刺ひがし小学校として開校[3]。
  - 4月10日 - 開校式挙行[1]。
  - 4月11日 - 第1回入学式挙行[2]。

## 学区
- 奥州市江刺玉里
  - 玉里第1区 - 第6区
  - 玉里第7区（一部）
- 奥州市江刺藤里
  - 藤里第7区（一部）
- 奥州市江刺米里
  - 米里第1区 - 第6区、第9区 - 第12区
- 奥州市江刺米里
  - 米里第7区 - 第8区 - 字戸草、字九才坂、字二股、字中屋敷、字山本、字大畑、字上栃ノ木、字下栃ノ木、字木細工、字向木細工、字根津葉、字火石、字重王堂、字大野、字古歌葉、字館沢
- 奥州市江刺梁川
  - 梁川第1区 - 第7区
  - 日舘
- 奥州市江刺広瀬（全域）
  - 広瀬第1区 - 第8区

## 付属施設
主な施設のみ掲載。
- 体育館 - 校舎と接続
- 屋外プール - 校舎に隣接
- 校庭

## 進学先の中学校
- 奥州市立江刺第一中学校（奥州市江刺岩谷堂）

## アクセス
県道8号沿い、玉里地区の中心部に位置している。

### バス
- 「江刺ひがし小学校前」バス停（奥州市営バス）から徒歩で約1分

### 自動車
- 県道8号・県道179号のT字路交差点（奥州市江刺玉里字新田前）から県道8号経由で約1分
- 県道8号・県道251号の交差点（奥州市江刺玉里字はノ木谷地）から県道8号経由で約2分

## 周辺
- 県道8号
- 奥州警察署 玉里駐在所
- JA江刺 玉里支店
- 玉里郵便局